# Les Grands-Carmes

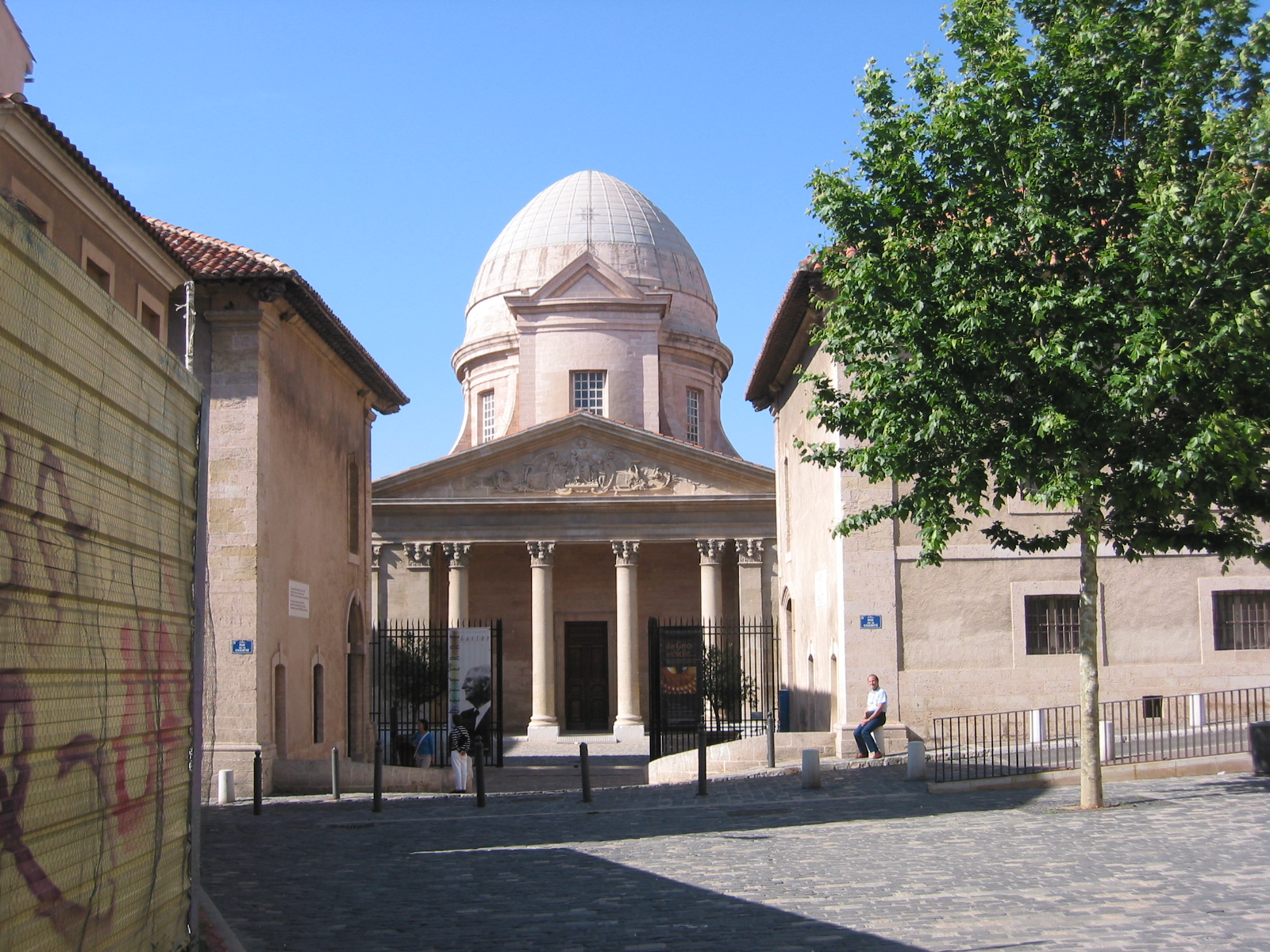
La Vieille Charité.

Les Grands-Carmes är en administrativ stadsdel (quartier) i 2:a arrondissementet i den franska staden Marseille. Stadsdelen består av de nordöstra delarna av den medeltida stadskärnan, Le Panier, samt kvarteren omkring mellersta delen av avenyn Rue de la République. Namnet kommer från ett kloster tillhörande Karmelitorden som stängdes under franska revolutionen. Av klostret återstår idag den kulturminnesmärkta klosterkyrkan från 1600-talet, Église des Grands-Carmes. 
Stadsdelen sträcker sig i nord-sydlig riktning från Place Marceau i norr till Place Sardi Carnot och Rue de Panier i söder, och i öst-västlig riktning från Rue de l'Évêché i väster till Place Jules Guesde i öster.
I stadsdelen ligger det tidigare fattighuset La Vieille Charité som idag inrymmer flera kulturinstitutioner.
En av områdets mest kända invånare var Désirée Clary, som växte upp här i en välbärgad köpmannafamilj på Rue des Phocéens. Hon blev maka till Jean-Baptiste Bernadotte och sedermera drottninggemål av Sverige och Norge under namnet Desideria.